# Oberstaufen Cup 2004
L'Oberstaufen Cup 2004 è stato un torneo di tennis facente parte della categoria ATP Challenger Series nell'ambito dell'ATP Challenger Series 2004. Il torneo si è giocato a Oberstaufen in Germania dal 5 all'11 luglio 2004 su campi in terra rossa.

## Vincitori

### Singolare
Dieter Kindlmann ha battuto in finale  Jean-René Lisnard con il punteggio di 6(6)–7, 6–2, 6–4

### Doppio
Vadim Davletšin /  Aleksandr Kudrjavcev hanno battuto in finale  Valentino Pest /  Alexander Waske con il punteggio di 4–6, 6–3, 7–6(4)